# Giovanni Vincenzo Della Monica

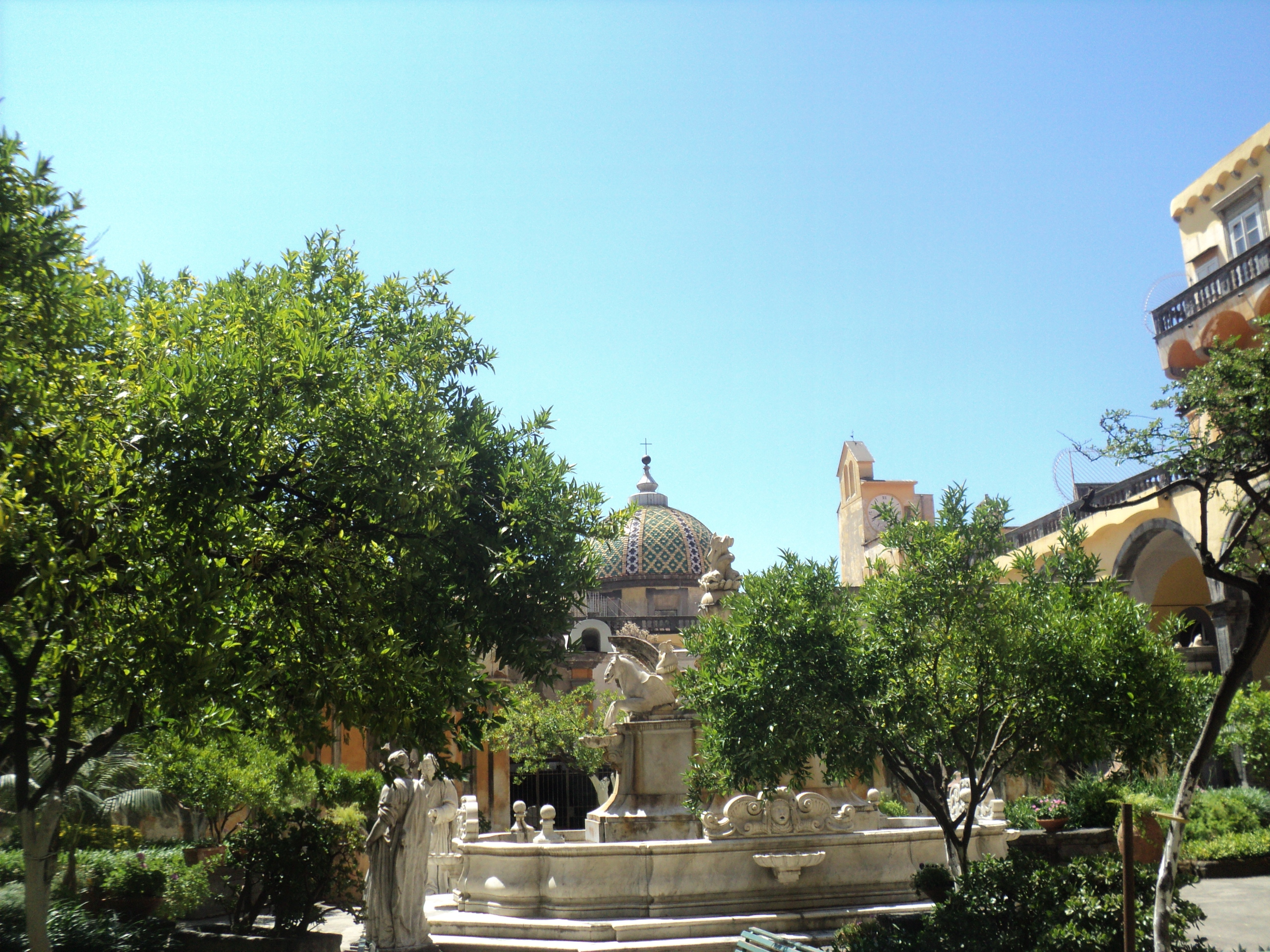
Chiostro di San Gregorio Armeno

Giovanni Vincenzo Della Monica (Cava de' Tirreni, ... – ...; fl. 1560 circa) è stato un ingegnere, architetto e costruttore italiano, attivo principalmente a Napoli.

## Biografia
Appartenente ad una famiglia attiva da generazioni nel campo dell'edilizia; il nonno, Santillo Della Monica, fu un dei sedici firmatari allo statuto per la creazione della Corporazione dei pipernieri, fabbricatori e tagliamonti avvenuta nel 1508. Sicuramente Giovanni Vincenzo Della Monica, prima di diventare uno degli ingegneri maggiori del regno, divenne dapprima piperniere e successivamente capomastro. Durante questa prima fase lavorò nei cantieri di alcuni importanti architetti, come Giovanni Francesco Di Palma e Giovanni Benincasa.
Il suo nome è documentato intorno alla metà del XVI secolo ed è legato indissolubilmente a quello di alcune delle più rilevanti fabbriche della città.
Uno dei primi edifici è il Palazzo Pignatelli di Monteleone, la cui costruzione risale al 1561 e dove il Della Monica rientepreta il linguaggio del Di Palma. Oggi il palazzo risulta trasformato dagli interventi del Settecento ad opera di Ferdinando Sanfelice. A Napoli, nella città in cui risiedeva, elaborò, insieme al romano Giovan Battista Cavagna, un progetto di rifacimento per il complesso della chiesa di San Gregorio Armeno, dove il cavese avrebbe realizzato il convento tra il 1572 e il 1579 (anno della consacrazione dell'edificio).
Fu il tecnico di fiducia dei Pignatelli e per loro realizzò alcune planimetrie per il piano di lottizzazione dell'area attorno alla basilica dello Spirito Santo e attorno alla chiesa di Santa Maria Materdomini. Sempre in quell'area l'ingegnere pianificò, insieme ad un altro ingegnere cavese Pignaloso Cafaro, lo sfruttamento edilizio della zona, erigendo abitazioni da affittare. Progettò inoltre i due monasteri di Santa Maria Donnaromita e dei Santi Marcellino e Festo tra il 1567 e il 1595.